# Семљовско језеро
Семљовско језеро (рус. Семлёвское озеро) ледничко је језеро у европском делу Русије, на истоку Смоленске области. Налази се на територији Вјаземског рејона на подручју Вјаземског побрђа. 
Према легенди, Наполеон је приликом повлачења из Москве 1812. на језеру изгубио велике количине опљачканог блага из московског Кремља. Каснија истраживања која су спроводили совјетски археолози никада нису потврдила ту легенду. 